# Küsterhaus Deichstraße 12

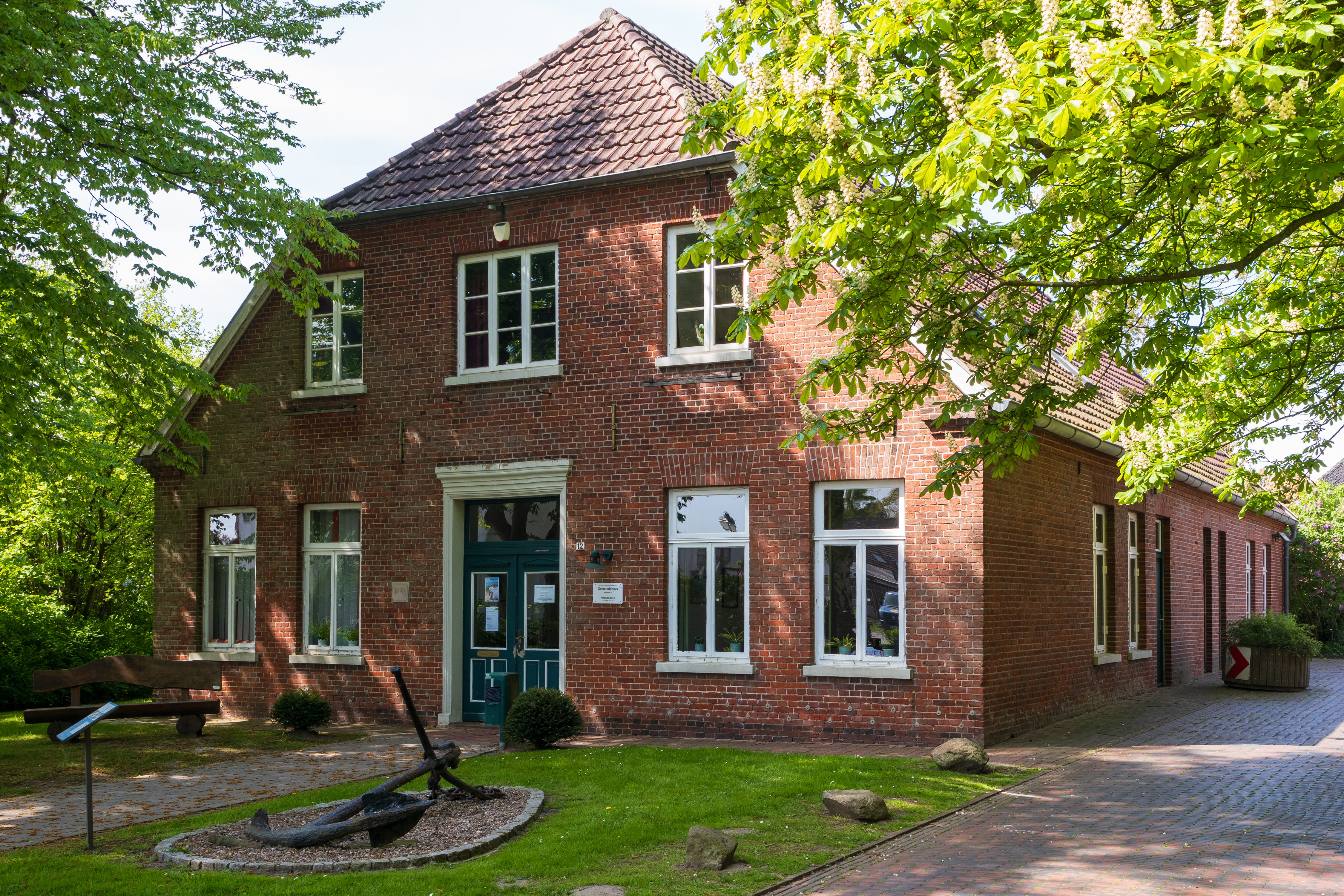
Küsterhaus in Blexen.

Das Küsterhaus Deichstraße 12 im niedersächsischen Nordenham-Blexen im Landkreis Wesermarsch stammt wohl aus dem 19. Jahrhundert.

Aktuell (2023) wird es als Gemeindehaus (Büros, Friedhofsverwaltung) genutzt.
Das Gebäude steht unter Denkmalschutz (siehe auch Liste der Baudenkmale in Nordenham).

## Beschreibung
Das eingeschossige traufständige verklinkerte Gebäude mit Krüppelwalmdach und dem mittigen gerahmten Eingang wurde wohl im 19. Jahrhundert für die Kirchengemeinde der St.-Hippolyt-Kirche gebaut. Vor dem Eingang liegt ein Anker.
Das Landesdenkmalamt befand zur Bedeutung der Gruppe: „… geschichtlich, wissenschaftlich, städtebaulich …“